# Neuraeschna claviforcipata
Neuraeschna claviforcipata – gatunek ważki z rodziny żagnicowatych (Aeshnidae). Występuje na terenie Ameryki Południowej.